# 루간스크 인민공화국의 국기
루간스크 인민공화국의 국기(러시아어: Государственный Флаг Луганской Народной Республики)는 2014년 5월 9일에 처음 제정되었다. 현 삼색기는 2014년 11월 26일에 최종 제정되었다.

## 다른 깃발

첫 번째 국기
두 번째 국기

## 같이 보기
- 노보로시야 연방국의 국기
- 도네츠크 인민공화국의 국기